# 掃守小麻呂
掃守 小麻呂（かにもり の おまろ）は、飛鳥時代の武人。姓は連。冠位は小乙上。

## 出自
「掃守連氏」は朝廷の清掃・舗設を職能とする品部である「掃守部」を率いた伴造氏族で、『新撰姓氏録』では、「左京神別」「河内国神別」に分類され「振魂命四世孫、天忍人命之後也」とあり、尾張国造と同族となっている。高安郡掃守郷（現在の大阪府八尾市南高安町一帯）を根拠地としていたと推定される。一族には、大化5年（649年）9月に三輪君色夫とともに新羅に派遣された掃部連角麻呂がおり、外交関係で重用された一族であったことが窺われる。

## 記録
白雉4年（653年）、遣唐第2船の大使高田首根麻呂の副使として、学問僧道福（どうふく）・義向（ぎきょう）ら120名とともに乗船し、唐に派遣された。このときの位は小乙上であった。
同年7月、高田根麻呂らは薩摩の曲（くま）と竹嶋との間で船が衝突し、そのまま沈没して水死した。この時5名だけは板に捕まり、竹島に流れ着き、そこから更に筏を造って、飮まず食わずの6日間を費やして神嶋（しときしま、今の甑島列島の上甑島）へ辿りついたという。この生存者の中に掃守小麻呂の名前はなく、よって遣唐船とともに海の藻屑と消えたようである。
同時に出航した遣唐第1船の大使吉士長丹・副使吉士駒らは無事唐に到達し、目的を果たして、翌白雉5年（654年）7月新羅・百済の送使とともに筑紫に到着している。
これより先んじて同じ年の2月、押使高向玄理・大使河辺麻呂・副使薬師恵日らからなる第三次遣唐使が派遣されている。
掃守連一族は、天武天皇13年12月（684年）に八色の姓で、宿禰姓を賜姓されている。